# Marguerite Long
Marguerite Marie-Charlotte Long (Nîmes, 13 novembre 1874 – Parigi, 13 febbraio 1966) è stata una pianista e insegnante francese.

## Biografia
Marguerite Long cominciò lo studio del piano con la sorella maggiore; in seguito studiò dapprima nel conservatorio della sua città natale e poi, portata da Théodore Dubois, al Conservatorio di Parigi nella classe di Henri Fissot, ricevendo un premier prix nel 1891, seguendo in seguito le lezioni private di Antoine François Marmontel (già insegnante di Georges Bizet e Claude Debussy). Nel 1893 all'età di diciassette anni fece il suo debutto concertistico alla Salle Pleyel, ma fu solo nel 1903 che suonò con un'orchestra (programma su César Franck con l'Orchestra Lamoureux). Nel 1902 conobbe Gabriel Fauré ad una festa privata nella quale lei suonò una composizione del maestro, il quale ne rimase così impressionato da voler instaurare con lei una lunga e fruttuosa amicizia. Il compositore ebbe a dire di lei che "nessuno può suonare con migliori dita, miglior chiarezza e gusto, miglior naturale e affascinante semplicità". 
Dal 1906 al 1940 fu insegnante presso il suo stesso conservatorio, e nel 1920 succedette a Louis Diémer come insegnante titolare di pianoforte. I suoi allievi furono, fra gli altri, Jacques Février, Samson François, Marcelle Meyer, Zvart Sarkissian, Philippe Entremont, Georges Savaria, Aldo Ciccolini, Marielle Labèque, Gabriel Tacchino Lya De Barberiis e Annamaria Pennella pianista e didatta napoletana. Dal 1921 fu anche insegnante presso l'École Normale de Musique de Paris.

## Dediche e frequentazioni
Il marito, il musicologo Joseph de Marliave (1873–1914), venne ucciso nell'agosto 1914 in una battaglia durante la prima guerra mondiale. Maurice Ravel gli dedicò l'ultimo movimento, la Toccata, di Le Tombeau de Couperin. Fu proprio la vedova Marguerite Long ad eseguire la prima di quella composizione di Ravel nel 1919, così come fu la prima (e dedicataria del brano) ad eseguire nel gennaio 1932 la première del "Concerto per pianoforte e orchestra" del compositore basco; lo eseguì alla Salle Pleyel con Ravel alla direzione dell'orchestra Lamoureux. A lei è anche dedicata la composizione per due pianoforti "Scaramouche" (op.165b) di Darius Milhaud.
Un'opera orchestrale collettiva dal titolo "Variations sur le nom de Marguerite Long" è stata scritta nel 1956 da Georges Auric, Henri Dutilleux, Jean Françaix, Darius Milhaud, Francis Poulenc, Jean Rivier, Daniel-Lesur e Henri Sauguet.
Fu amica personale dei più grandi compositori dell'epoca (Gabriel Fauré, Claude Debussy, che le dedicò il quarto Impromptu, Pierre Vellones oltre a Ravel e diversi componenti del Gruppo dei Sei) e di questi anche grande interprete. Fu la dedicataria di molte opere di Gabriel Fauré, Germaine Tailleferre, Ernesto Halffter, Darius Milhaud, Francis Poulenc, Erik Satie e Déodat de Séverac.
Di questi rapporti ha scritto in diversi libri, durante gli ultimi anni della sua vita. Purtuttavia diversi storici l'hanno definita come una donna gelosa e prepotente che desiderava avere come amici grandi compositori in modo da esserne la unica e migliore interprete.

## Concours Long - Thibaud
Insieme al violinista Jacques Thibaud (con il quale suonò per lungo tempo in duo e in trio con Pierre Fournier) fu la fondatrice nel 1943 del "Concours international Marguerite Long - Jacques Thibaud" per violinisti e pianisti, attivo tutt'oggi.

## Scritti
- Le Piano. 1959
- Au piano avec Debussy. 1960
- La Petite Méthode de piano. 1963
- Au piano avec Fauré. 1963
- Au piano avec Ravel. 1971